# Nowopawłowka (rejon tacyński)
Nowopawłowka (ros. Новопавловка) – chutor w Rosji, w obwodzie rostowskim, w rejonie tacyńskim. W 2010 liczył 91 mieszkańców.